# Акробатика на Европейских играх 2015
Соревнования по спортивной акробатике на Европейских играх 2015 пройдут в столице Азербайджана, в городе Баку.

## Календарь
| ЦО | Церемония открытия | ● | Квалификации | 2 | Финалы соревнований | ЦЗ | Церемония закрытия |

| Июнь       | Июнь       | 12 Пт | 13 Сб | 14 Вс | 15 Пн | 16 Вт | 17 Ср | 18 Чт | 19 Пт | 20 Сб | 21 Вс | 22 Пн | 23 Вт | 24 Ср | 25 Чт | 26 Пт | 27 Сб | 28 Вс | Медали |
| ---------- | ---------- | ----- | ----- | ----- | ----- | ----- | ----- | ----- | ----- | ----- | ----- | ----- | ----- | ----- | ----- | ----- | ----- | ----- | ------ |
| Акробатика | Акробатика |       |       |       |       |       | ●     |       | 2     |       | 4     |       |       |       |       |       |       |       | 6      |

## Медали

### Женские групповые соревнования
| Дисциплина | Золото                                                  | Серебро                                                   | Бронза                                                               |
| ---------- | ------------------------------------------------------- | --------------------------------------------------------- | -------------------------------------------------------------------- |
| Многоборье | Бельгия · Кат Дюмарей · Юли Ван Гелдер · Инеке Ван Схор | Россия · Валерия Белкина · Юлия Никитина · Жанна Пархомец | Беларусь · Екатерина Борисевич · Вероника Набокина · Карина Сандович |
| Balance    | Бельгия · Кат Дюмарей · Юли Ван Гелдер · Инеке Ван Схор | Россия · Валерия Белкина · Юлия Никитина · Жанна Пархомец | Беларусь · Екатерина Борисевич · Вероника Набокина · Карина Сандович |
| Dynamic    | Бельгия · Кат Дюмарей · Юли Ван Гелдер · Инеке Ван Схор | Россия · Валерия Белкина · Юлия Никитина · Жанна Пархомец | Беларусь · Екатерина Борисевич · Вероника Набокина · Карина Сандович |

### Смешанные пары
| Дисциплина | Золото                                    | Серебро                                    | Бронза                                       |
| ---------- | ----------------------------------------- | ------------------------------------------ | -------------------------------------------- |
| Многоборье | Россия · Марина Чернова · Георгий Патарая | Бельгия · Яна Ваставел · Солано Кассамайор | Великобритания · Ханна Боджн · Райн Бартлетт |
| Balance    | Россия · Марина Чернова · Георгий Патарая | Бельгия · Яна Ваставел · Солано Кассамайор | Великобритания · Ханна Боджн · Райн Бартлетт |
| Dynamic    | Россия · Марина Чернова · Георгий Патарая | Бельгия · Яна Ваставел · Солано Кассамайор | Великобритания · Ханна Боджн · Райн Бартлетт |